# Торбёрн, Джун
Джун Торбёрн (англ. June Thorburn; 8 июня 1931 года, Карачи, Британская Индия — 4 ноября 1967 года, Хейзлмир, Суррей, Англия, Великобритания) — британская актриса

 и драматург.

## Биография

### Ранние годы
Джун Торбёрн родилась 8 июня 1931 года в Карачи (Британская Индия, ныне Пакистан). Так как отец будущей актрисы был военным, их семья часто путешествовала по миру. Она была старшим ребёнком в семье, также у неё были брат и сестра — Кит Торбёрн и Дайана Торбёрн.

### Карьера
В возрасте примерно 7-ми лет, Джун начала писать пьесы.
В 1952 году она начала сниматься в кино и к моменту смерти в 1967 году сыграла около 50-ти ролей в фильмах и сериалах. Дебют в кино — роль Арабеллы Аллен из фильма «Записки Пиквикского клуба», последняя работа в кино — Энн Баркер из сериала «Шантаж».

### Личная жизнь
Джун была дважды замужем, имела двоих детей.
- Первый супруг — Элдон Брайс-Харви. Они были женаты несколько лет в 1950-х годах. В этом браке актриса родила своего первенца, дочь Хезер-Луиз Джун Брайс-Харви (г.р. 1953).
- Второй супруг (вдовец) — Мортен Смит-Питерсон. Со Смитом-Питерсоном Торбёрн познакомилась в конце 1950-х годов и вскоре они поженились. В этом браке актриса родила свою вторую дочь — Ингер-Шелин Кристабель Смит-Питерсоном.

### Смерть
36-летняя Джун Торбёрн погибла в авиакатастрофе, произошедшей 4 ноября 1967 года в Хаслмире (Суррей, Англия, Великобритания) примерно в 22:02. Все 37 человек, находившиеся на борту, погибли. Торбёрн на момент гибели находилась на 5-м месяце беременности, ожидая появления своего третьего ребёнка.

## Избранная фильмография
| Год  |   | Русское название                        | Оригинальное название    | Роль            |
| ---- | - | --------------------------------------- | ------------------------ | --------------- |
| 1952 | ф | Записки Пиквикского клуба               | The Pickwick Papers      | Араблла Аллен   |
| 1953 | ф | Жестокое море                           | The Cruel Sea            | Дорис           |
| 1955 | ф | Хватай и беги                           | Touch and Go             | Пегги Флетчер   |
| 1958 | ф | Мальчик-с-пальчик                       | Tom Thumb                | Лесная королева |
| 1960 | ф | Три мира Гулливера                      | The 3 Worlds of Gulliver | Элизабет        |
| 1960 | с | Опасный человек (эпизод «The Prisoner«) | Danger Man               | Сью Карпентер   |
| 1966 | с | Шантаж                                  | Blackmail                | Энн Баркер      |